# Coming Home (Sjonni’s Friends-dal)
A Coming Home (magyarul: Hazatérés, eredeti izlandi nyelvű címe: Aftur heim) egy dal, mely Izlandot képviselte a 2011-es Eurovíziós Dalfesztiválon. A dalt az izlandi Sigurjón’s Friends (Sjonni’s Friends) együttes adta elő angol nyelven.
A hattagú együttes („Sigurjón barátai”) spontán jött létre, miután a dalt szerző Sigurjón Brink, aki a dal előadója is lett volna, januárban szívroham következtében életét vesztette.
A dal a 2011. február 12-én rendezett izlandi nemzeti döntőn nyerte el az indulás jogát, ahol izlandi nyelven, Aftur heim ("Újra otthon") címmel adták elő. A döntőben 25449 telefonos szavazatot begyűjtve végzett az első helyen a hétfős mezőnyben. A dal a nemzeti döntő után első helyezést ért el az izlandi slágerlistán.
Az Eurovíziós Dalfesztiválon a dalt először a május 10-én rendezett első elődöntőben adták elő, a fellépési sorrendben tizennegyedikként, a horvát Daria Celebrate című dala után, és Wolf Kati What About My Dreams? című dala előtt. Az elődöntőben 100 ponttal a negyedik helyen végzett, így továbbjutott a május 14-i döntőbe.
A május 14-i döntőben a fellépési sorrendben huszonegyedikként adták elő, a szlovén Maja Keuc No One című dala után és a spanyol Lucía Pérez Que me quiten lo bailao című dala előtt. A szavazás során 61 pontot szerzett, egy országtól, Magyarországtól begyűjtve a maximális 12 pontot. Ez a huszadik helyet jelentette a huszonöt fős mezőnyben.

## Slágerlistás helyezések
| Slágerlisták (2011) | Lh.* |
| ------------------- | ---- |
| Izland              | 1    |

*Lh. = Legjobb helyezés.